# Kolo (ples)
Kolo je naziv za narodni folklorni ples.
Kolo kao oblik narodnog plesa je široko rasprostranjen u mnogim narodima. Naročito je karakteristično za južnoslovenske narode. Osnovno značenje termina kolo je "cirkulus" kao obruč, krug. Drugi naziv "horo" ili "oro" potječe od grčke riječi "horos", što znači skup ljudi, ples, igra. Od ovih pojmova nastali su pojmovi: koregrafija – opisivanje i danas češće osmišljavanje plesnih oblika i inačica, pa se osoba koja to radi zove koreograf; koreologija – znanost koja se bavi proučavanjem plesova, njihovim nastankom, razvojem itd., i etnokoreologija – proučavanje narodnih plesova.
Zatvoreno kolo u najmanjem obliku čine dvoje ljudi – par, kao i u plesu. Obično su to mladić i djevojka. Dolaskom novih plesača kolo raste. Ulazak u kolo ima razne procedure ili znakove, ali je osnovno pristanak drugih plesača. koji su već u kolu. Obično se hvata u kolo tako što muškarac ide između dvije djevojke (žene) i obrnuto. U zatvorenom kolu svi su plesači ravnopravni.
Otvoreno kolo je češći oblik. Ovdje se zna, gdje je početak, a gdje kraj kola. Krajnji desni plesač je prvi ili kolovođa. Cijelo kolo upravljaju taj prvi i posljednji plesač. Ima značaj i trećak odnosno svaki treći plesač u kolu. U otvorenom kolu može se hvatati na isti način kao i u zatvorenom kolu presijecanjem tj. ulaženjem u kolo ili hvatanjem na kraju kola kao posljednji. Otvoreno kolo može se kretati pravolinijski, vijugavo, može se prekidati i radi drugo kolo, spajati s drugim kolom. Pojedini plesači ili parovi mogu imati solo dionice paralelno s plesanjem kola. U ovom smislu otvoreno kolo je raznovrsniji, slobodniji i bogatiji oblik plesnog izražavanja u odnosu na zatvoreno kolo.
Kretanje ovisi od koraka koji su specifični za svako pojedinačno kolo. Najčešće kretanje je s lijeva u desno i obrnuto. Ako kola imaju isti broj koraka u obje strane onda su to simetrična kola, a ako nemaju onda su to nesimetrična kola. Skoro sva kola se kreću u desno, čak i ona simetrična, jer dužina koraka u desno se razlikuje od one u lijevo. Sva druga kretanja su rezultat kreacije svakoga kola. Mogu se vidjeti u izvođenju kulturno umjetničih društava, dok neke korake i kretanja mogu izvesti samo vrhunski plesači.
Kolo se pleše uz pratnju glazbe, a karakteristično je da su svirači pratili kolovođu i on je bio svojevrsni dirigent. Postojali su i znaci glazbi (npr. klecanjem koljena) da uspori ili ubrza. To je davalo svojevrsnu interakciju između plesača i glazbenika, tako da je svako kolo plesano na drugi način. Ovo je zajedničko nastanku nekih drugih plesova, kao što je tango.
Kolo se plesalo uz pjevanje ili uz pjevanje i pratnju glazbe. Tako su nastale pjesme „poskočice“ veseloga i šaljivoga sadržaja. Neki krajevi su sačuvali i nijemo kolo bez pratnje glazbe i pjesme već se takt davao naglašenim udarcima stopala o tlo. Ta kola su sačuvana u Hrvatskoj, Bosni i Hercegovini i Crnoj Gori.